# 尼亞豐凱省

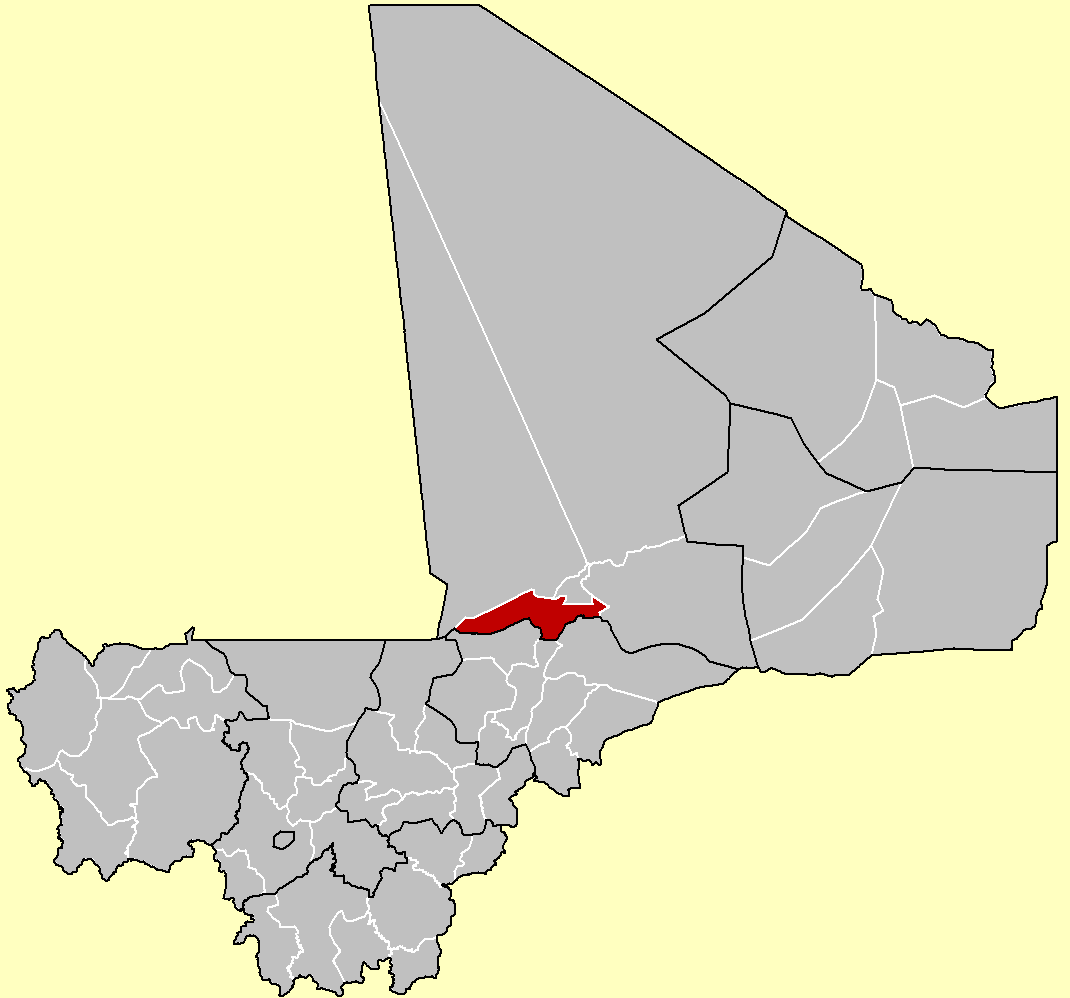

尼亞豐凱省（法語：Cercle de Niafunké），是馬里的省份，位於該國北部，由通布圖區負責管轄，首府設於尼亞豐凱，面積12,000平方公里，2009年人口184,285，人口密度每平方公里15人。